# Dietrich Reinkingk
Dietrich (en latin Theodor(us)) Reinkingk (né le 10 mars 1590 à Windau, mort le 15 décembre 1664 à Glückstadt) est un constitutionnaliste et homme politique allemand. Il est également un représentant important du Reichspublizistik.

## Biographie
La mère de Reinkingk, née Lambsdorff, meurt durant sa petite enfance. À l'âge de 13 ans, Reinkingk part à Osnabrück à la suite d'une épidémie de peste dans la Courlande. À l'âge de 26 ans, Reinkingk obtient après des études à Cologne, Stadthagen et Marburg un doctorat avec l'oeuvre De brachio seculari et ecclesiastico. Peu de temps après, il travaille à l'université de Giessen.
En 1617, Reinkingk est nommé professeur extraordinaire à la faculté de Giessen par le Landgrave Ludwig von Hessen-Darmstadt. En 1618, Reinkingk démissionna de la faculté après avoir été nommé membre du conseil de la Cour à Giessen. Après diverses hautes fonctions à Hesse (vice-chancelier de 1625), il devient chancelier à Schwerin en 1632 après le retour de la Maison de Mecklembourg après la paix de Prague. Les autorités suédoises l'emprisonnent plusieurs fois ; de 1635 à 1645, il est un "otage" sous garde suédoise.
Après sa libération, Reinkingk est nommé chancelier de l'archevêque de Brême Frédéric II, mais il ne réussit pas au moment des négociations de paix d'Osnabrück à préserver l'archevêché. Lorsque le prince hérite du trône de Danemark en 1648, Reinkingk devient conseiller ministériel danois et chancelier de la "chancellerie allemande", notamment les duchés de Schleswig et de Holstein, occupant de hautes fonctions à la cour. En 1655, l'empereur Ferdinand l'élève à la noblesse impériale.
Après le décès de sa femme, qui avait donné naissance à 11 enfants au cours de ses 45 ans de mariage, Reinkingk contracte un autre mariage. Un an plus tard, il meurt à l'âge de 74 ans à Glückstadt. Il est enterré à Rellingen dans le caveau des Reinkingk qui existe encore.